# Ahaja
Ahaja (/ əkiːə /) ali Achaia (/ əkaɪə /), včasih prečrkovano iz grščine Akhaia (grško: Αχαΐα Achaia [axaia]), je ena od območnih enot Grčije. Je del zahodne Grčije in leži na severozahodnem delu polotoka Peloponez. Glavno mesto je Patras. Po letu 2001 je prebivalstvo preseglo 300.000.

## Geografija
Ahaja je obrobljena z regionalnimi enotami Elis na zahodu in jugozahodu, Arkadijo na jugu in Korintijo na vzhodu in jugovzhodu. Korintski zaliv leži na njenem severovzhodu, zaliv Patras na njenem severozahodu. Gorovje Panahaiko (1926 m), čeprav ne najvišje v Ahaji, se dviga nad obalnim območjem v bližini Patrasa. Višje gore so na jugu, kot sta Aroania (2341 m) in Erimant (2224 m). Druga gorovja v Ahaji so Skolis, Omplos, Kombovouni in Movri. Njene glavne reke tečejo od zahoda proti vzhodu in so Larisos, Titeus, Pejros, Haradros, Selinountas in Vouraikos. Večina gozdov je v gorskih verigah, čeprav so nekateri tudi v ravninah, vključno na skrajnem zahodu. Na srednjih višinah so travišča in goličave v najvišjih območjih.

## Podnebje
Ahaja ima vroča poletja in blage zime. Sončni dnevi prevladujejo v poletnih mesecih na območjih v bližini obale, medtem ko je lahko poleti v gorah oblačno in deževno. Sneg je zelo pogost pozimi v gorah Ermant, Panahaiko in Aroania. Zimske visoke temperature so okoli 10 °C po vseh nizko ležečih območjih.

## Uprava
Regionalna enota Ahaja je razdeljena na 5 občin. Te so (na zemljevidu so označene s številko):
- Ejalija (2)
- Erimant (4)
- Kalavrita (5)
- Patras (Patra, 1)
- Zahodna Ahaja (Ditiki Ahaja, 3)

### Prefekture
Kot del Kalikratisovih vladnih reform iz leta 2011 je regionalna enota Ahaja nastala iz nekdanje prefekture Ahaja (grško: Νομός Αχαΐας). Prefektura je imela isto ozemlje kot sedanja regionalna enota. Hkrati so preuredili občine.

## Province
- Provinca Ejalija - Egio
- Provinca Kalavrita
- Provinca Patras

Opomba: Province nimajo več nobenega pravnega statusa.

## Zgodovina

### Antična doba
Ahajska zveza je bila v helenistični dobi konfederacija mestnih državic v Ahaji, ustanovljena leta 280/281 pr. n. št. Pozneje je rasla, dokler ni bila vključena večina Peloponeza, zelo pa se je zmanjšala po makedonski nadvladi.
Ko so Rimljani premagali Makedonce v poznem 2. stoletju pred našim štetjem, je zveza lahko končno premagala močno oslabljeno Šparto in prevzela nadzor nad celotnim Peloponezom. Rimski vpliv se je sicer na tem območju povečal, a je v zvezi izbruhnil upor proti rimski nadvladi, začela se je ahajska vojna. Ahajci so bili poraženi v bitki pri Korintu (146 pr. n. št.) in Rimljani so zvezo ukinili.

### Srednji vek in moderna doba
Ahaja je postala provinca bizantinskega cesarstva po padcu zahodnega rimskega cesarstva. V 6. in 7. stoletju so Slovani napadli Peloponez in se naselili v delih Ahaje. V 9. stoletju je bil ves polotok spet pod bizantinskim nadzorom. Po četrti križarski vojni v Grčiji je bilo ustanovljenih več novih križarskih držav. Ena od teh je bila Ahajska kneževina, ustanovljena leta 1205, ki je kot rimska provinca pokrivala veliko večje območje kot tradicionalna Ahaja. Ahaja je ponovno postala del bizantinskega cesarstva leta 1403 in je postala del Morejskega despotstva.
Morejsko despotstvo je leta 1458 postalo del osmanskega cesarstva. Kot del moreške vojne je Beneška republika osvojila Ahajo leta 1687 in jo obdržala do leta 1715, ko so Turki ponovno osvojili Peloponez. Pod otomansko vladavino je bila Ahaja del ajaleta Mora.
V grški vojni za neodvisnost je bil Egio eno od prvih mest, ki so ga osvobodili Grki, celotna Ahaja je bila osvobojena do konca leta 1821. Ahaja je dala več junakov (Konstantinos Kanaris, Aleksandros Zaimis in Benizelos Roufos) in premierjev Grčije, vključno Andreasa Michalakopoulosa ter tudi nekatere predsednike države.
V prvi delitvi na upravne enote neodvisne Grčije je bila Ahaja del prefekture Ahaja in Elis, ki je bila leta 1899 razdeljena v okrožji Ahaja in Elis. Ponovno sta bili združeni leta 1909 in leta 1930 ponovno razdeljeni.
Leta 1919-1922 je med grško-turško vojno v Ahajo iz Male Azije prišlo ogromno beguncev. Desettisoče so preselili v taborišča v predmestju Patrasa in nekaj vasi ob obali. Eno izmed taborišč se je imenovalo Prosfihika.

## Prebivalstvo
Ahaja ima danes približno eno tretjino prebivalstva Peloponeza. Patras, prestolnica Ahaje, je tretje največje mesto v Grčiji za atenskim Pirejem in Solunom. Dve tretjini ahajskega prebivalstva živi v bližini Patrasa, več kot polovica v mestnih območjih. Glavna industrijska območja so okoli Patrasa.

### Glavna mesta in naselja
Glavna mesta v Ahaji so (po prebivalstvu 2011):
- Patras 169.034
- Egio 20.664
- Kato Ahaja 6.880
- Paralia 6.336
- Ovria 6.308
- Rio 4.664

## Kultura
Samostan Agia Lavra je nekaj kilometrov zahodno od Kalavrita na vrhu hriba. Od 12 do 20 km proti vzhodu je jama z jezerom v notranjosti, dolga približno 300 do 500 m.
Na gori je najsodobnejši grški teleskop, imenovan aristarh (po starogrškem astronomu - Aristarhu), in ga upravlja Državni observatorij v Atenah. Ozkotirna železnica, dolga 30 km, je zanimiva predvsem za turiste. Proga se začne v bližini Kalavrita in se konča zunaj Diakopta.

## Gospodarstvo
Patras je eno izmed glavnih industrijskih in trgovskih središč v Grčiji. Temeni je kraj, v katerem pridobivajo izvirsko vodo Avra (Άυρα. Je v lasti Tria Epsilon, dela družbe Coca-Cola. Blizu Ria je majhna rafinerija nafte.

## Promet

### Ceste
Medmestni avtobusni promet upravlja KTEL Achaias. Glavna postaja je v mestu Patras.
Glavne ceste so:
- Ionia Odos (A5, del E55): Rio-Antirrio-Arta-Ioanina
- Državna cesta 8, stara cesta Atene-Korint-Rio-Patras
- Državna cesta 8A (del E55 in E65): Atene-Korint-Rio-Patras
- Državna cesta 9 (del E55): Patras-Pirgos-Kiparisia-Pilos
- Državna cesta 31: Egio-Kalavrita
- Državna cesta 33: Patras-Tritaja-Lampeja-Vlaherna

### Železnica
Ahaja je povezana s Korintijo, Elisom in Atiko z železniško linijo Atene-Korint-Egio-Patras-Pirgos-Kiparisia. Prevoz potnikov na odseku Patras-Kiparisia je bil prekinjen leta 2011. Diakofto-Kalavrita je zobata železnica za potniški promet.

## Znane osebnosti
- George Papandreou (starejši), predsednik Grčije
- Georgios Papadopoulos, voditelj vojaške hunte
- Georgios Papandreou, zgodovinar in lingvist
- Sokrates of Ahaea, zgodovinska osebnost
- Konstantinos Stephanopoulos, grški predsednik
- Epameinondas Thomopoulos, umetnik

## Galerija
- Kalavrita
- Patras
- Samostan Agia Lavra